# スペイン王カルロス2世騎馬像
『スペイン王カルロス2世騎馬像』（スペインおうカルロスにせいきばぞう、西: Carlos II a caballo、英: Charles II, King of Spain, on Horseback）は、イタリア・バロック期のナポリ派の巨匠ルカ・ジョルダーノが1693年ごろ、キャンバス上に油彩で制作した絵画である。ジョルダーノが旧マドリード王宮の「鏡の間」を飾るために描いた大型の『スペイン王カルロス2世騎馬像』 (1734年の火災で焼失) の下絵として描かれたと見られる。カルロス2世の王妃を表す『スペイン王妃マリアナ・デ・ネオブルゴ騎馬像』とともに、現在、プラド美術館に所蔵されている。

## 作品
ジョルダーノは、1692年にカルロス2世からエル・エスコリアル修道院の装飾のためにスペインに招聘された。その後、ジョルダーノは1702年に故郷のナポリに帰るまでスペインで数々の建築の装飾を手掛けたが、本作は彼がスペインにやってきて間もない時期に制作されている。ジョルダーノは本作を故意にディエゴ・ベラスケスの『フェリペ4世騎馬像』 (プラド美術館) にもとづいて描いており、全体としてベラスケスの図像を踏襲している。国王はルバード (棹立ち) という統御困難な姿勢の馬に跨り、それにより国王の熟練した騎馬術、ひいては国を治める優れた手腕が暗示されている。彼は鎧を纏い、その上には金羊毛騎士団章が掛けられ、右手には指揮棒を携えている。
ベラスケスの絵画を参照しつつも、ジョルダーノは本作で大きな変更をしている。画面上部には、信仰の防衛というスペイン王家の聖なる使命を伝えるために寓意的要素を用いている。この点で、本作は現存しないルーベンスの『フェリペ4世騎馬像』 (フアン・バウティスタ・マルティネス・デル・マーソによる複製がフィレンツェのウフィツィ美術館に所蔵されている) と関連がある。また、画面上部に呼応して、画面下には馬の蹄に踏みつけられるイスラム教徒に対するスペインの勝利が表現されている。さらに、ベラスケスのフェリペ4世が鑑賞者に無関心で、横顔を見せているのとは異なり、ジョルダーノのカルロス2世は直接鑑賞者を見つめている。
最近、旧マドリード王宮の「鏡の間」のために制作されたのは本作にもとづく大型作品ではなく、ジョルダーノによる別の『スペイン王カルロス2世騎馬像』 (プラド美術館) にもとづく作品であったと提唱されている。その作品で国王は帽子を被った姿で表されているが、この仮説は「鏡の間」にあったほかの騎馬肖像画との類似性によるものである。

## ギャラリー

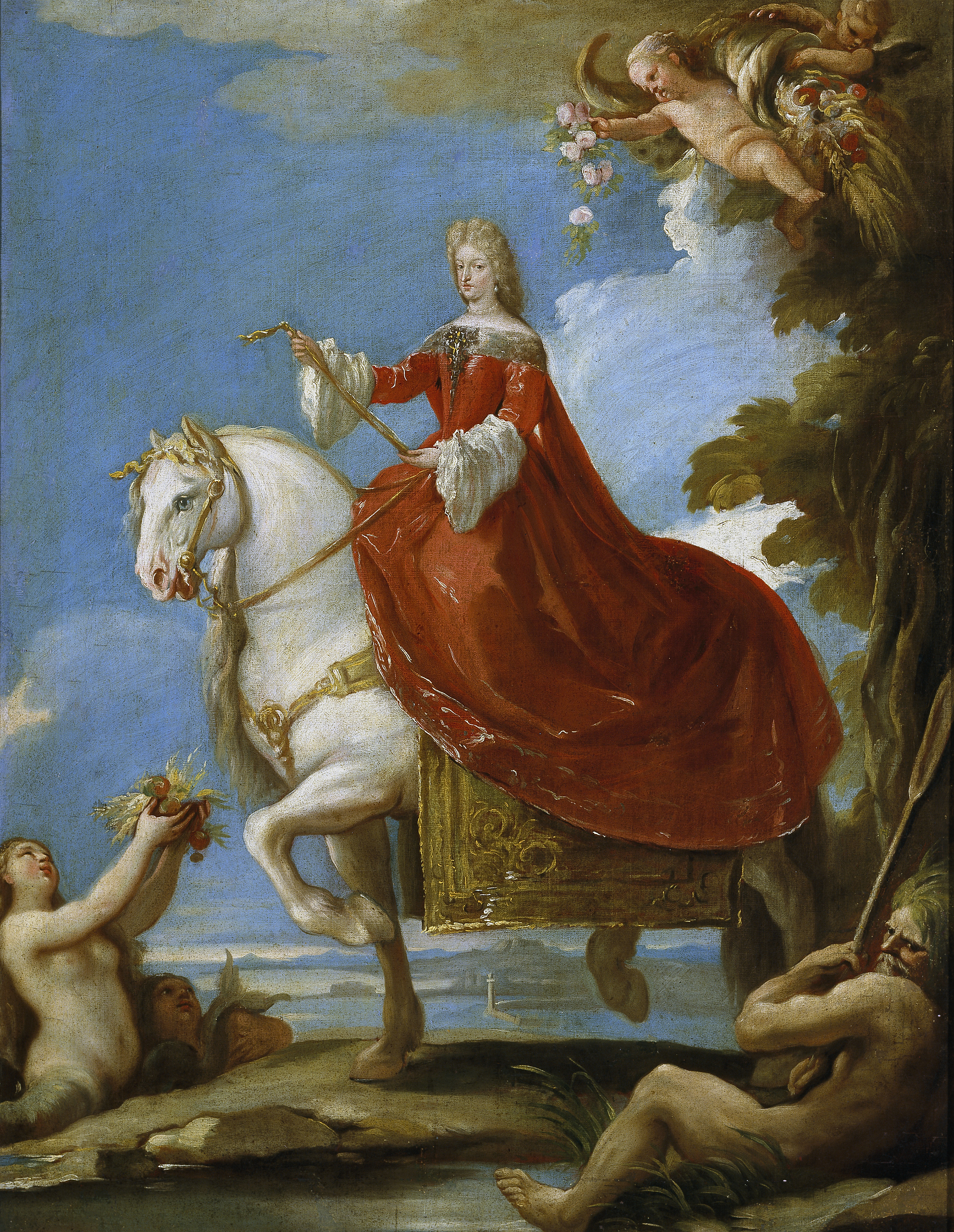
ジョルダーノ『スペイン王妃マリアナ・デ・ネオブルゴ騎馬像』(1693-1694年ごろ)、プラド美術館、マドリード
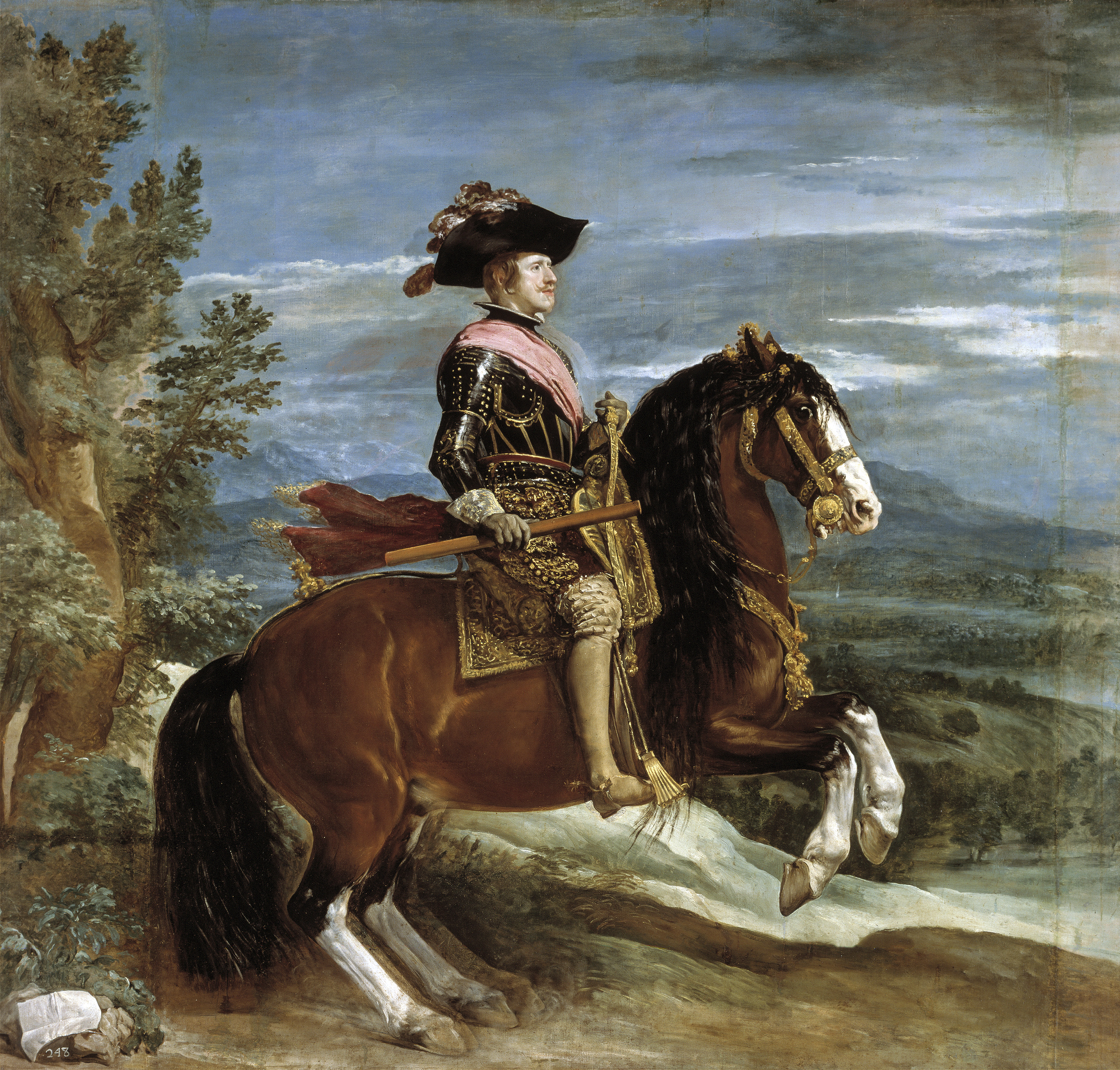
ディエゴ・ベラスケス『フェリペ4世騎馬像』 (1635-1636年ごろ)、プラド美術館、マドリード
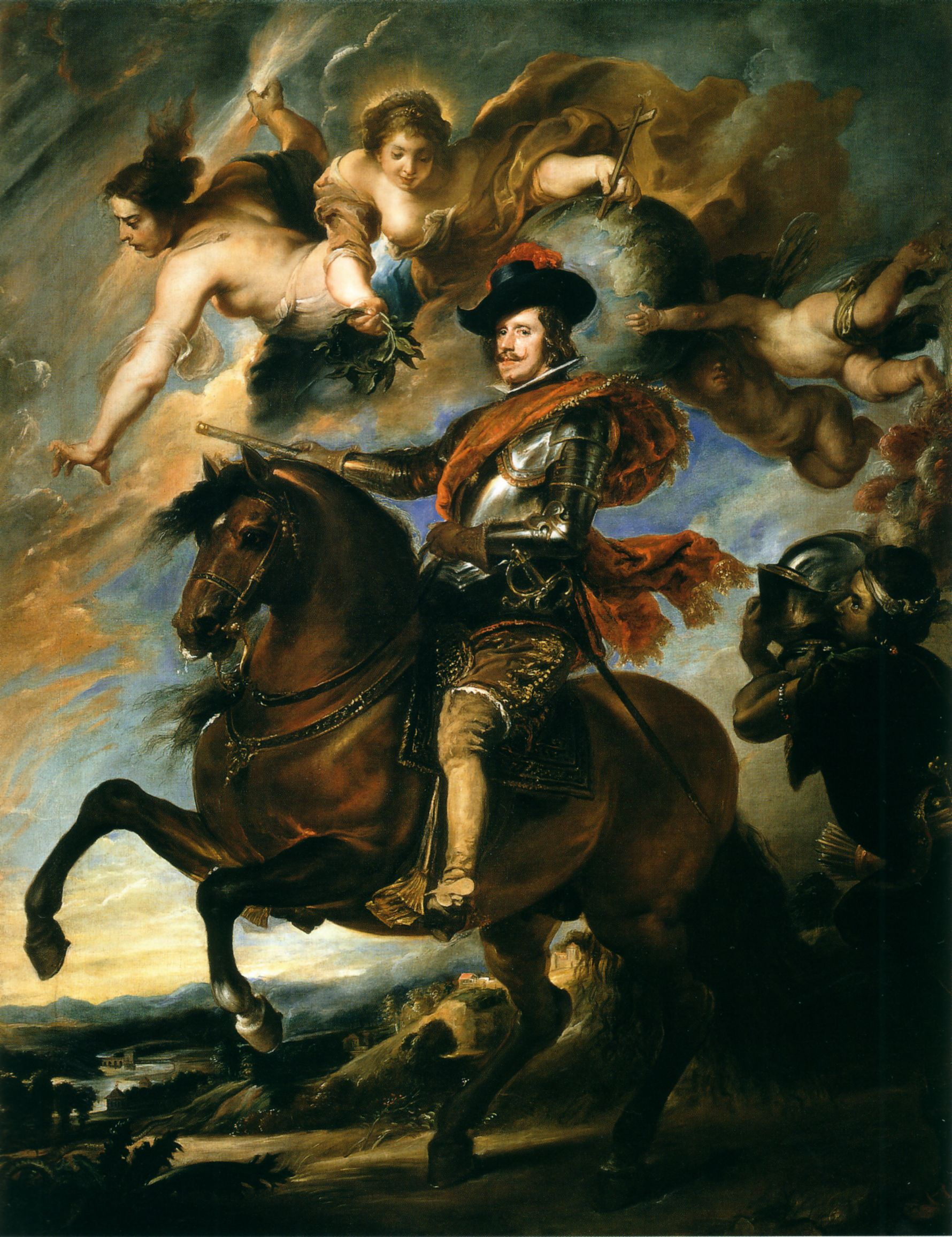
フアン・バウティスタ・マルティネス・デル・マーソ (ルーベンスにもとづく) 『フェリペ4世騎馬像』、ウフィツィ美術館、フィレンツェ
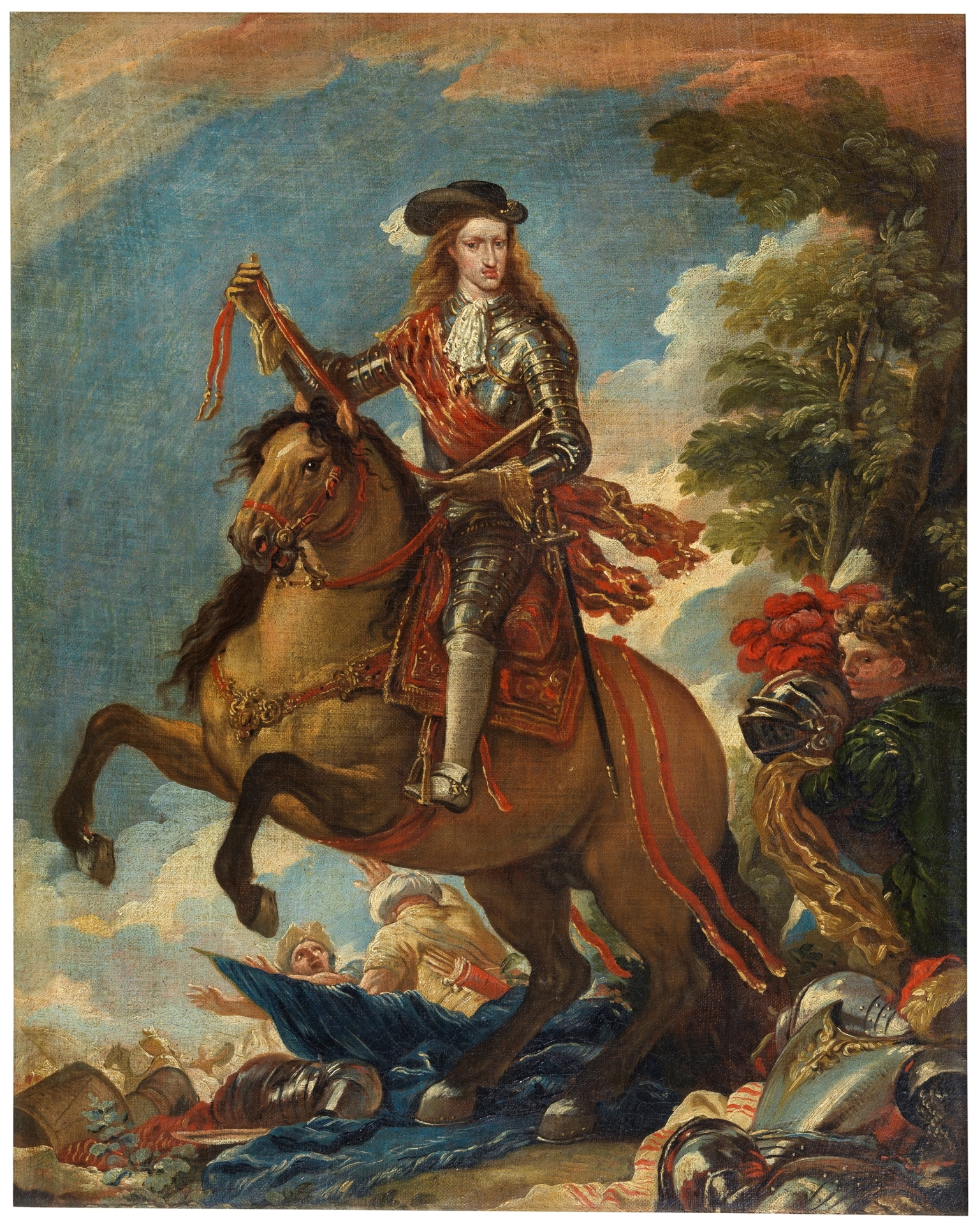
ジョルダーノ『スペイン王カルロス2世騎馬像』(1693-1694年ごろ)、プラド美術館、マドリード